# Zbigniew Papierowski
Zbigniew Papierowski (ur. ok. 1928, zm. 10 czerwca 2014 w Warszawie) – polski lekarz, prof. dr hab. nauk medycznych, wykładowca akademicki, prekursor badań laparoskopowych w polskiej ginekologii.
Był adiunktem i dyrektorem Kliniki Rozrodczości Instytutu Położnictwa i Chorób Kobiecych Akademii Medycznej w Gdańsku (obecnie Gdański Uniwersytet Medyczny). W latach 1982–2002 piastował funkcję ordynatora Oddziału Położnictwa i Ginekologii Centralnego Szpitala Kolejowego w Warszawie-Międzylesiu. Był członkiem Polskiego Towarzystwa Lekarskiego i Polskiego Towarzystwa Ginekologicznego.

## Wybrane odznaczenia
- Złoty Krzyż Zasługi
- Medal za Ofiarność i Odwagę
- Złota Odznaka „Zasłużony Ziemi Gdańskiej”